# Tyra Caterina Grant
Tyra Caterina Grant (Roma, 12 de marzo de 2008) es una tenista italiana. Es hija del basquetbolista Tyrone Grant.

## Carrera

### Junior
En su carrera junior, Grant ganó 3 de los 4 Grand Slam, en dobles. En 2023 ganó Roland Garros junto a Clervie Ngounoue, al derrotar a Alina Kornéyeva y Sara Saito. En 2024 ganó el US Open, junto a Iva Jovic, al vencer a Julie Paštiková y Julia Stusek. Llegó a la final de Roland Garros por segundo año consecutivo, pero no obtuvo el título. Junto a Jovic ganó Wimbledon al vencer a Mika Stojsavljevic y Mingge Xu.

### Profesional
Debutó en WTA 1000, en su ciudad natal. En el Masters de Roma 2025 perdió en primera ronda contra Antonia Ružić.